# Pfarrkirche St. Leonhard bei Siebenbrünn

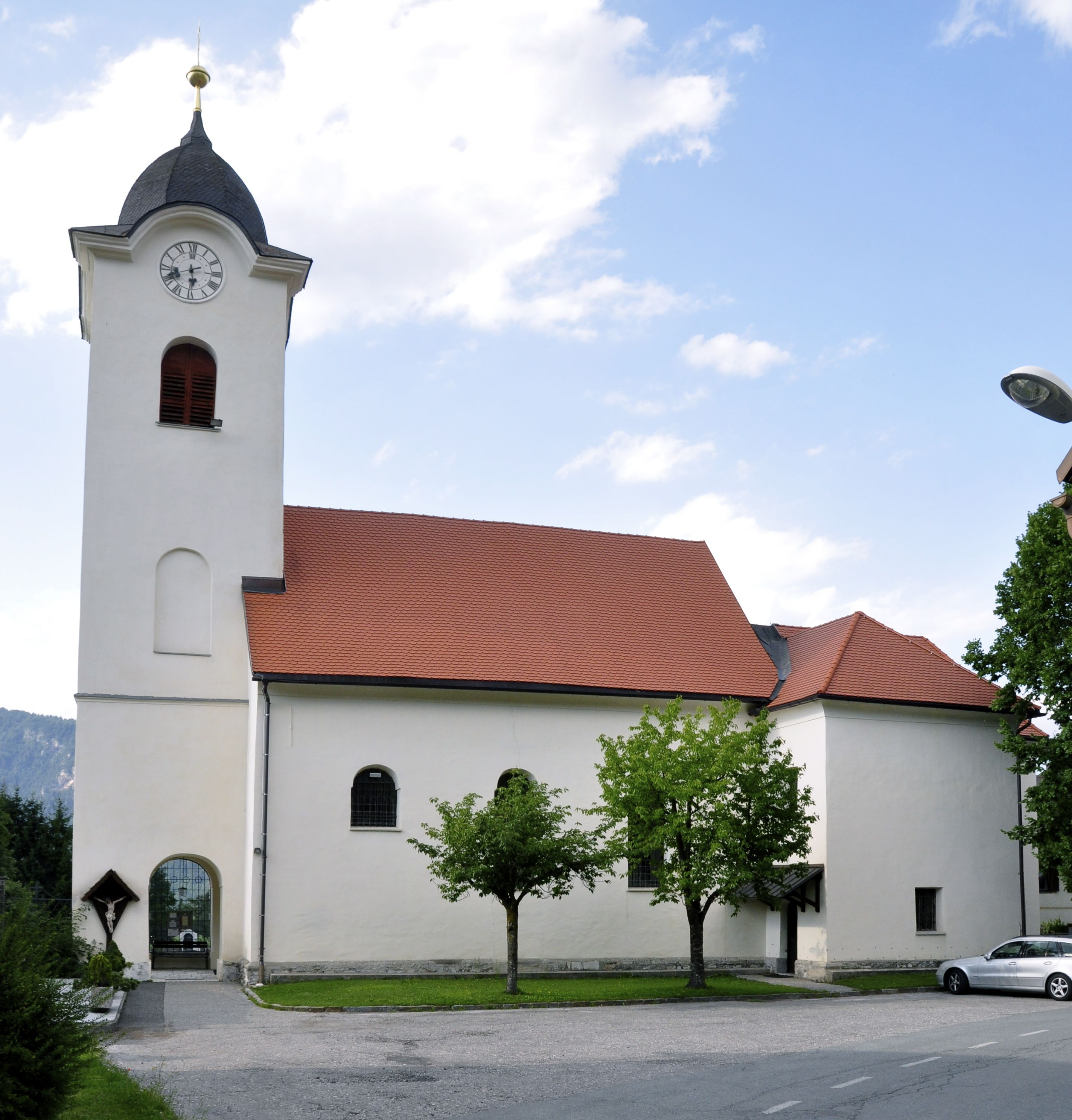
Katholische Pfarrkirche hl. Leonhard in St. Leonhard bei Siebenbrünn

Die römisch-katholische Pfarrkirche St. Leonhard bei Siebenbrünn steht in der Ortschaft St. Leonhard bei Siebenbrünn der Marktgemeinde Arnoldstein im Bezirk Villach-Land in Kärnten. Die dem Patrozinium des Heiligen Leonhard von Limoges unterstellte Kirche gehört zum Dekanat Villach-Land/Beljak-dežela in der Diözese Gurk-Klagenfurt. Die Kirche und der Friedhof stehen unter Denkmalschutz (Listeneintrag).

## Geschichte
Urkundlich wurde 1463 eine Kirche genannt. Die im Kern mittelalterliche Kirche wurde barockisiert. 1996 war eine Außenrestaurierung.

## Architektur
Das Kirchenäußere zeigt eine Saalkirche mit einer östlichen Apsis und einen vorgestellten Westturm. Der Turm mit einer offenen Vorhalle hat rundbogige Schallfenster und trägt einen barocken Zwiebelhelm. Das Langhaus mit querhausartigen Anbauten in gleicher Höhe hat hohe Rundbogenfenster. Der eingezogene Chor hat barocke Fenster.
Das Kircheninnere zeigt ein dreiachsiges Langhaus unter einer Flachdecke mit einer Gliederung durch Wandpfeiler und übergreifende Bögen, es gibt eine Westempore. Der eingezogene Triumphbogen ist rundbogig. Der Chor mit einem annähernd quadratischen Vorjoch, einem kurzen Altarjoch und einem Dreiachtelschluss hat ein Tonnengewölbe mit Stichkappen, nordseitig im Vorjoch befindet sich eine große Rundbogenöffnung zu einer Kapelle. In der Sakristei befindet sich ein gotisches Sakramentshäuschen.
Die flache Langhausdecke zeigt die barocke Malerei Mariä Krönung.

## Einrichtung
Der Hochaltar um 1700 trägt die Mittelfigur hl. Leonhard aus dem Anfang des 16. Jahrhunderts zwischen den Heiligen Peter und Paul und am Aufsatz einen König mit Schwert und Fahne.
Die Orgel entstand im 18. Jahrhundert.

## Grabdenkmäler
Innen
- Ein römerzeitlicher Votivaltar für Iupiter optimus maximus mit 209 n. Chr. steht in der Sekundärverwendung als Opferstock.